# 1201
Rok 1201 (MCCI) byl nepřestupný rok, který podle juliánského kalendáře započal v pondělí.
Podle židovského kalendáře došlo k přelomu let 4961 a 4962. Podle islámské kalendáře započal dne 8. října rok 598. 

## Události
- 25. března – Konstancie Bretaňská zakládá opatství Villeneuve (územní dnešní francouzské komuny Les Sorinières)
- 24. května – Theobald III. ze Champagne náhle umírá a je nahrazen Bonifácem I., hrabětem z Montferratu, ve funkci velitele čtvrté křížové výpravy. Odjíždí do Francie, kde se setkává se svými jednotkami a přívrženci.
- 31. července – Byzantský aristokrat Jan Komnenos Tlustý se pokouší získat říšský trůn. Sám sebe prohlašuje za byzantského císaře a je korunován svým stoupencem, konstantinopolským patriarchou Janem X. Konstantinopolským. Mezitím právoplatný císař Alexios III. Angelos sídlící v paláci Blachernae svolává své jednotky pod vedením svého syna  Alexie. S podporou Varjažské gardy je Jan na konci dne svržen a sťat. Jeho hlava je vystavena na Konstantinově fóru, zatímco Janovi příznivci jsou zajati a mučeni, aby získali jména všech spiklenců.

neznámé datum
- Papež Inocenc III. uznává Otu IV. Brunšvického jako jediného legitimního římského císaře, čímž napadá dosavadního Filipa Švábského. Oto mu výměnou za tuto podporu slibuje, že se bude intenzivně zabývat problémy na území Itálie.
- Bitva u Stellau: Hrabě Adolf III. Holštýnský je poražen dánskou armádou pod vedením krále Knuta VI. Adolf se vrací do Hamburku, který je obléhán a později dobyt vévodou Valdemarem II. Vítězným (pozdější dánský král).
- Severní křížové výpravy: Město Riga je obsazeno biskupem Albertem, který se zde vyloďuje s 1500 křižáky.

- Podzim – Princ Alexios IV. Angelos, syn sesazeného, oslepeného a uvězněného císaře Izáka II. Angela, utíká z Konstantinopole. Odjíždí nejdříve na Sicílii a poté do Říma, odkud je papežem Inocencem III. poslán zpět domů. Alexios se tedy vydá za svým švagrem Filipem Švábským, který mu poskytne bezpečné útočiště.

## Narození
Česko
- Judita Přemyslovna, dcera Přemysla Otakara I. († 2. června 1230)

Svět
- 18. února – Naṣīr al-Dīn al-Ṭūsī, perský učenec († 26. června 1274)
- 03. dubna – Marie Štaufská, brabantská vévodkyně, dcera římského krále Filipa Švábského († 29. března 1235)
- 30. května – Theobald I. Navarrský, král navarrský († 8. července 1253)
- 05. září – Alice z Thouars, bretaňská vévodkyně († 21. října 1221)
- 09. října – Robert de Sorbon, francouzský teolog, zakladatel Sorbonny († 15. srpna 1274)
- neznámé datum
  - Jan I. Sverkersson, švédský král († 10. března 1222)
  - Anežka Brunšvická, bavorská vévodkyně a rýnská falckraběnka († 1267)
  - Daniel Romanovič Haličský, poslední haličsko-volyňský král († 1264)

## Úmrtí

#### Česko
- 6. října – Jan V. Bavor, šlechtic a olomoucký biskup (* ?)

#### Svět
- 21. března – Absalon, dánský státník, vojevůdce a církevní hodnostář (* říjen 1128)
- 22. března – Jaroslav Opolský, první opolský kníže a vratislavský biskup (* ?)
- 24. května – Theobald III. ze Champagne, francouzský šlechtic (* asi 1179)
- 20. července – Anežka Meránská, francouzská královna jako manželka Filipa II. Augusta (* 1180?)
- 08. prosince – Boleslav I. Vysoký, první Piastovec s titulem slezského knížete (* 1127)
- neznámé datum
  - září – Konstancie Bretaňská, bretaňská vévodkyně, zakladatelka kláštera Notre–Dame Villeneuve (* 1161)

## Hlava státu
- České království – Přemysl Otakar I.
- Svatá říše římská – Ota IV. Brunšvický – Filip Švábský
- Papež – Inocenc III.
- Anglické království – Jan Bezzemek
- Francouzské království – Filip II. August
- Polské knížectví – Měšek III. Starý
- Uherské království – Emerich Uherský
- Sicilské království – Fridrich I.
- Kastilské království – Alfonso VIII. Kastilský
- Rakouské vévodství – Leopold VI. Babenberský
- Skotské království – Vilém Lev
- Byzantská říše – Alexios III. Angelos